# Eleccions presidencials dels Estats Units de 2012
Les eleccions presidencials dels Estats Units de 2012 tenen lloc el 6 de novembre de 2012. El president dels Estats Units Barack Obama, del Partit Demòcrata, aconseguí guanyar l'elecció per un segon mandat davant del candidat del Partit Republicà, Mitt Romney. Els resultats foren de 332 vots electorals per Obama i 206 per Romney. El president i vicepresident electes seran oficialment reinaugurats el 20 de gener de 2013, tal com es troba especificat en la vint-i-tresena esmena a la Constitució dels Estats Units.
L'assignació dels vots electorals del Col·legi Electoral fou determinat pel cens nacional de 2010.

## Característiques de les eleccions

### Canvis en el Col·legi Electoral
El cens de 2010 va veure l'aporcionament del Col·legi Electoral canviat per les eleccions presidencials de 2012 a 2020 en els estats mostrats davall.
| Estats guanyats per demòcrates de 2000 a 2008 - Illinois −1 - Massachusetts −1 - Michigan −1 - Nova Jersey −1 - Nova York −2 - Pennsilvània −1 - Washington +1 | Estats guanyats per republicans de 2000 a 2008 - Arizona +1 - Geòrgia +1 - Louisiana −1 - Missouri −1 - Carolina del Sud +1 - Texas +4 - Utah +1 | Altres estats amb canvis - Florida (demòcrata el 2008, republicà el 2000 i el 2004) +2 - Iowa (demòcrata el 2000 i 2008, republicà el 2004) −1 - Nevada (demòcrata el 2008, republicà el 2000 i el 2004) +1 - Ohio (demòcrata el 2008, republicà el 2000 i el 2004) −2 |

|  |

Vuit estats (Arizona, Florida, Geòrgia, Nevada, Carolina del Sud, Texas, Utah i Washington) van guanyar vots electorals, degut a l'aporcionament basat en el cens de 2010. Similarment deu estats (Illinois, Iowa, Louisiana, Massachusetts, Michigan, Missouri, Nova Jersey, Nova York, Ohio i Pennsilvània) van perdre vots electorals.

## Candidats oficials

### Candidats delPartit Demòcrata

#### Candidats elegits

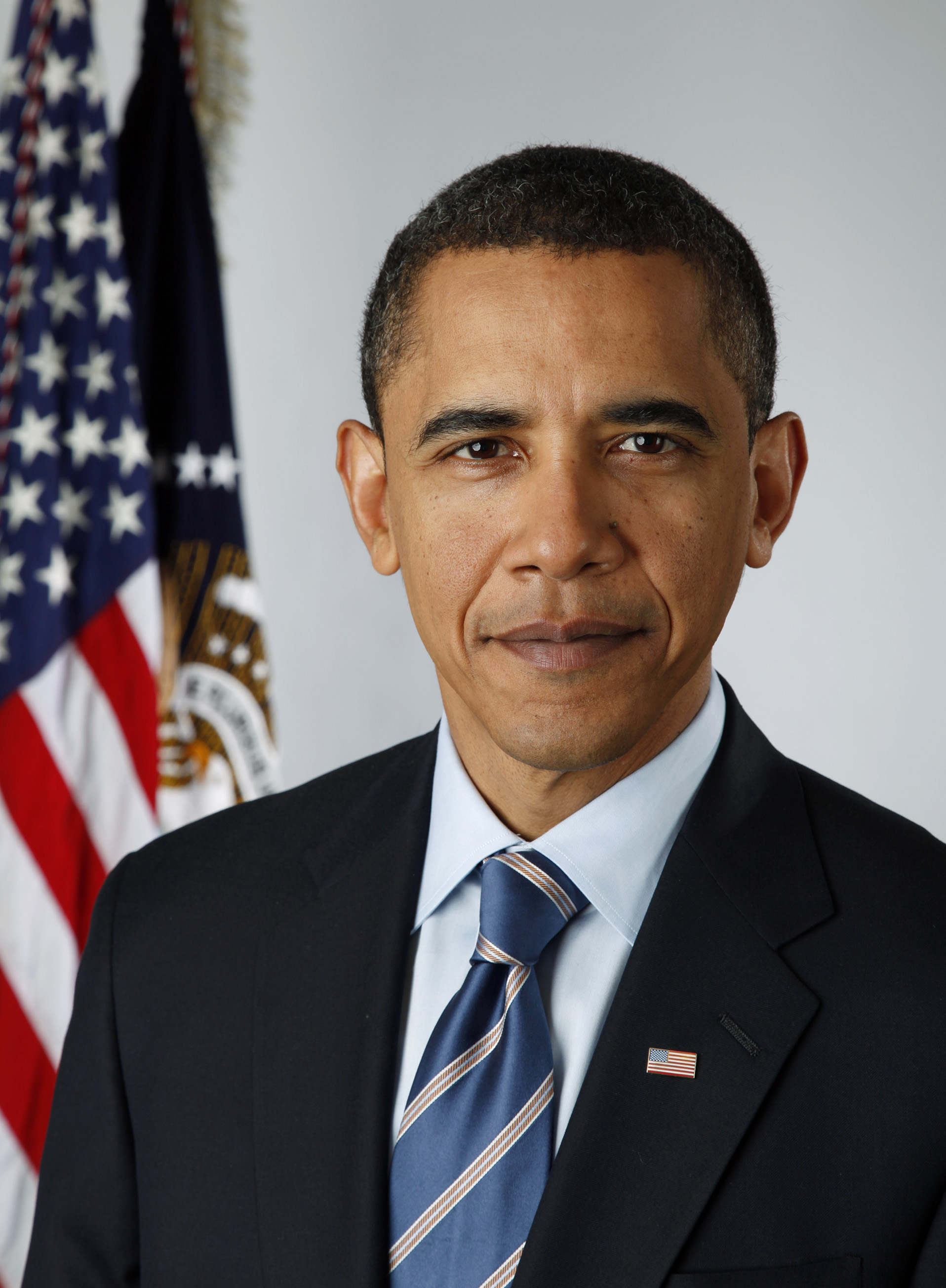
Candidat a la Presidència: President Barack Obama
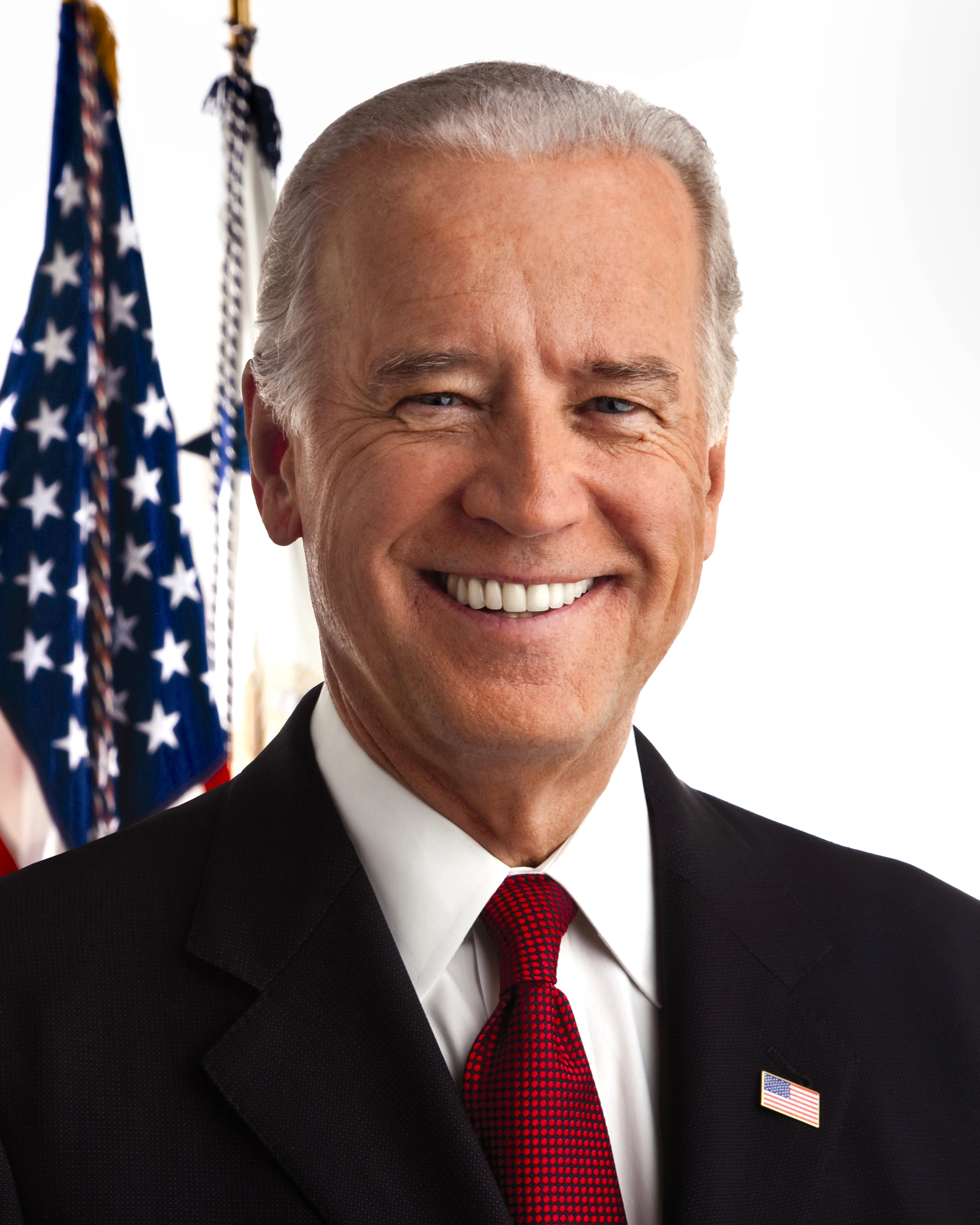
Candidat a la Vicepresidència: Vicepresident Joe Biden

### Candidats delPartit Republicà

#### Candidats elegits

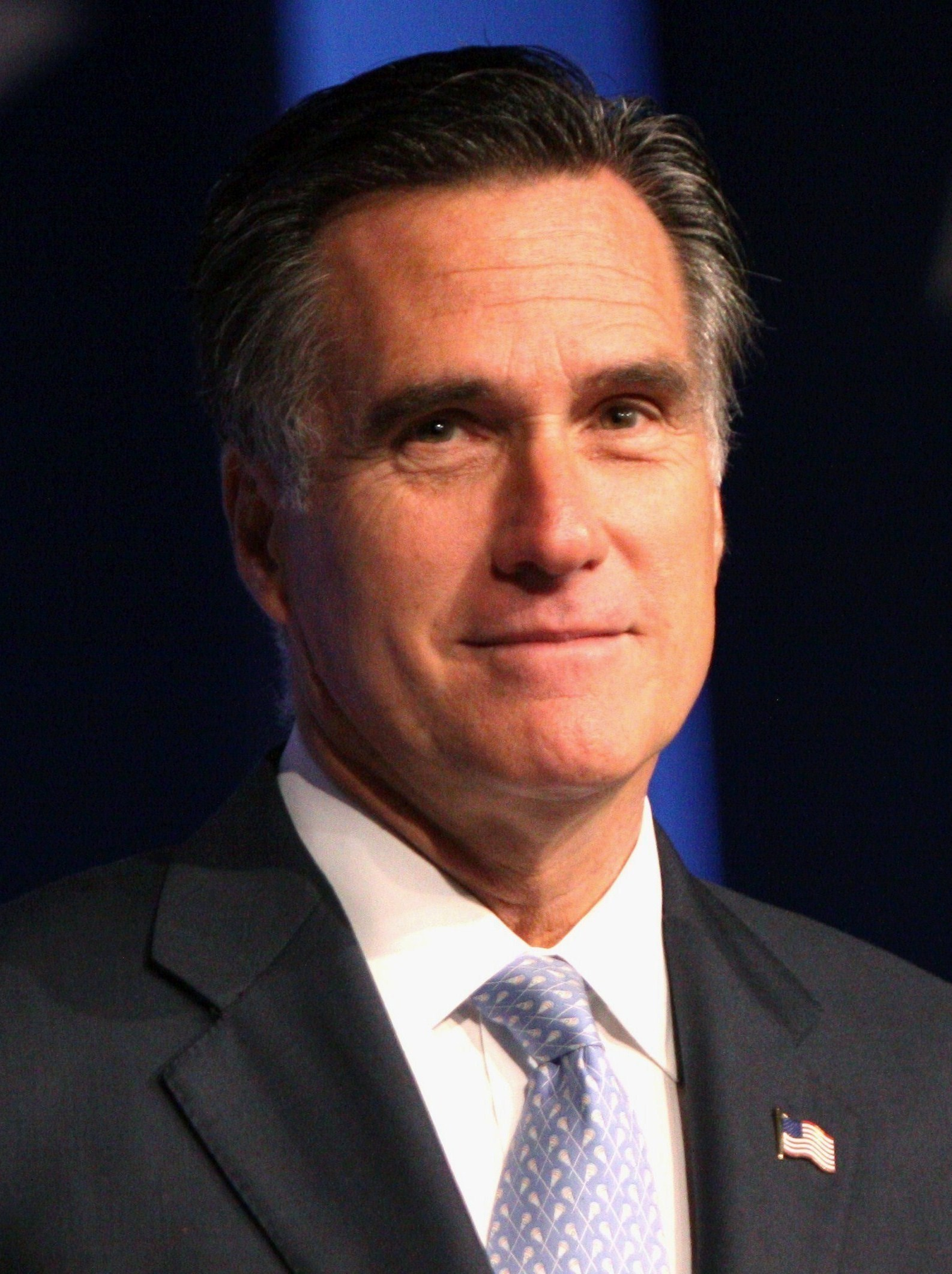
Candidat a la Presidència: Exgovernador Mitt Romney
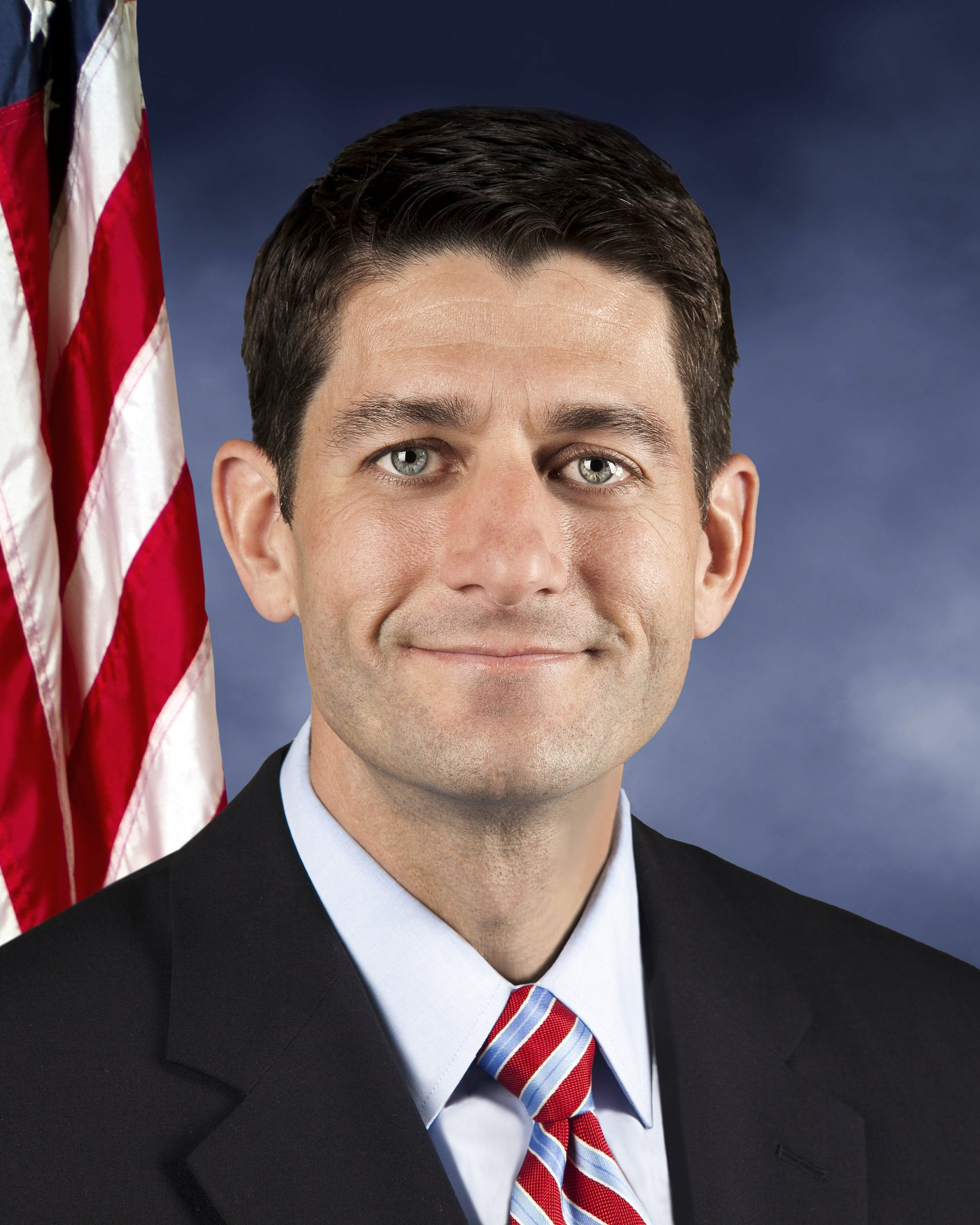
Candidat a la Vicepresidència: Congressista Paul Ryan

#### Candidats derrotats

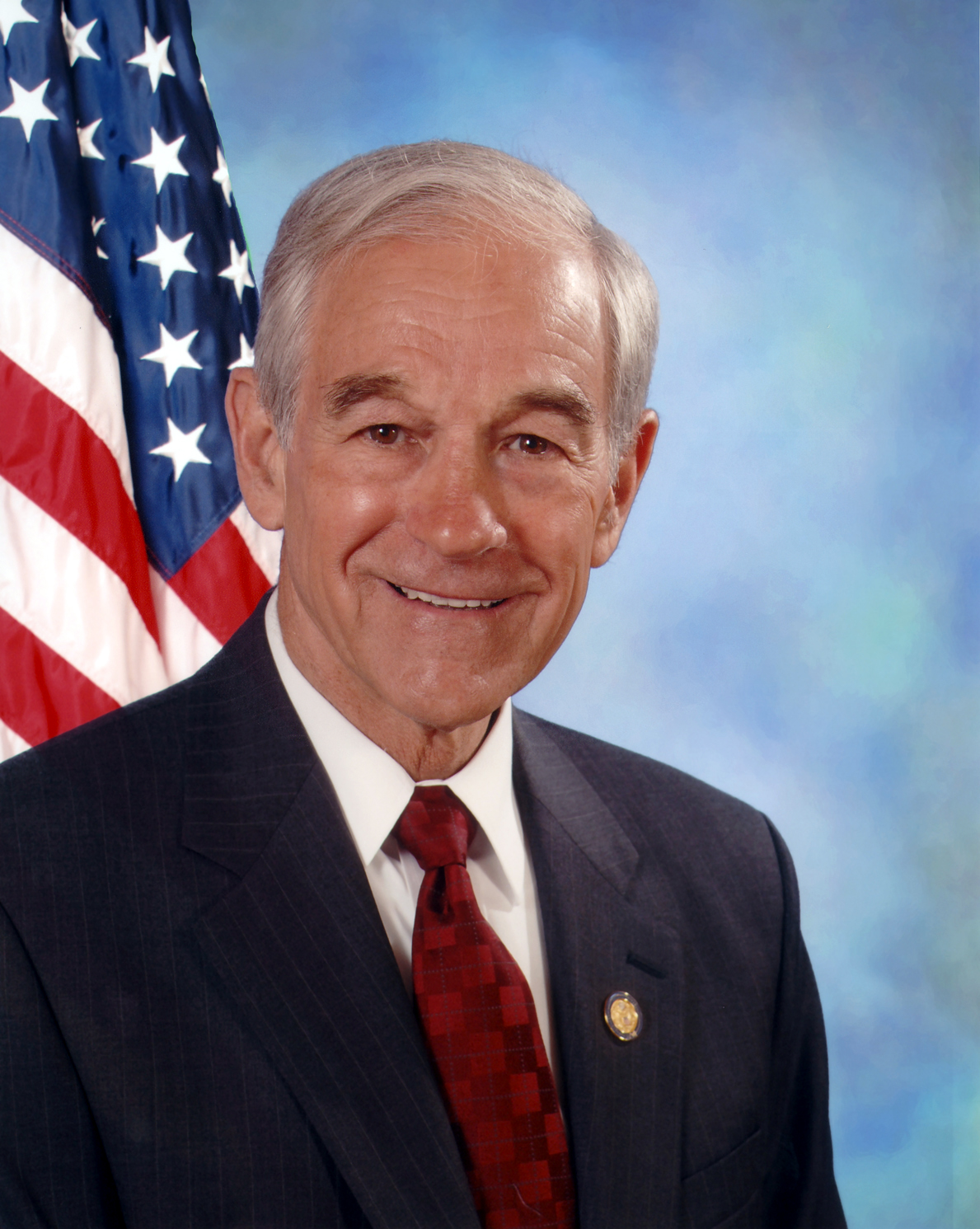
Congressista Ron Paul
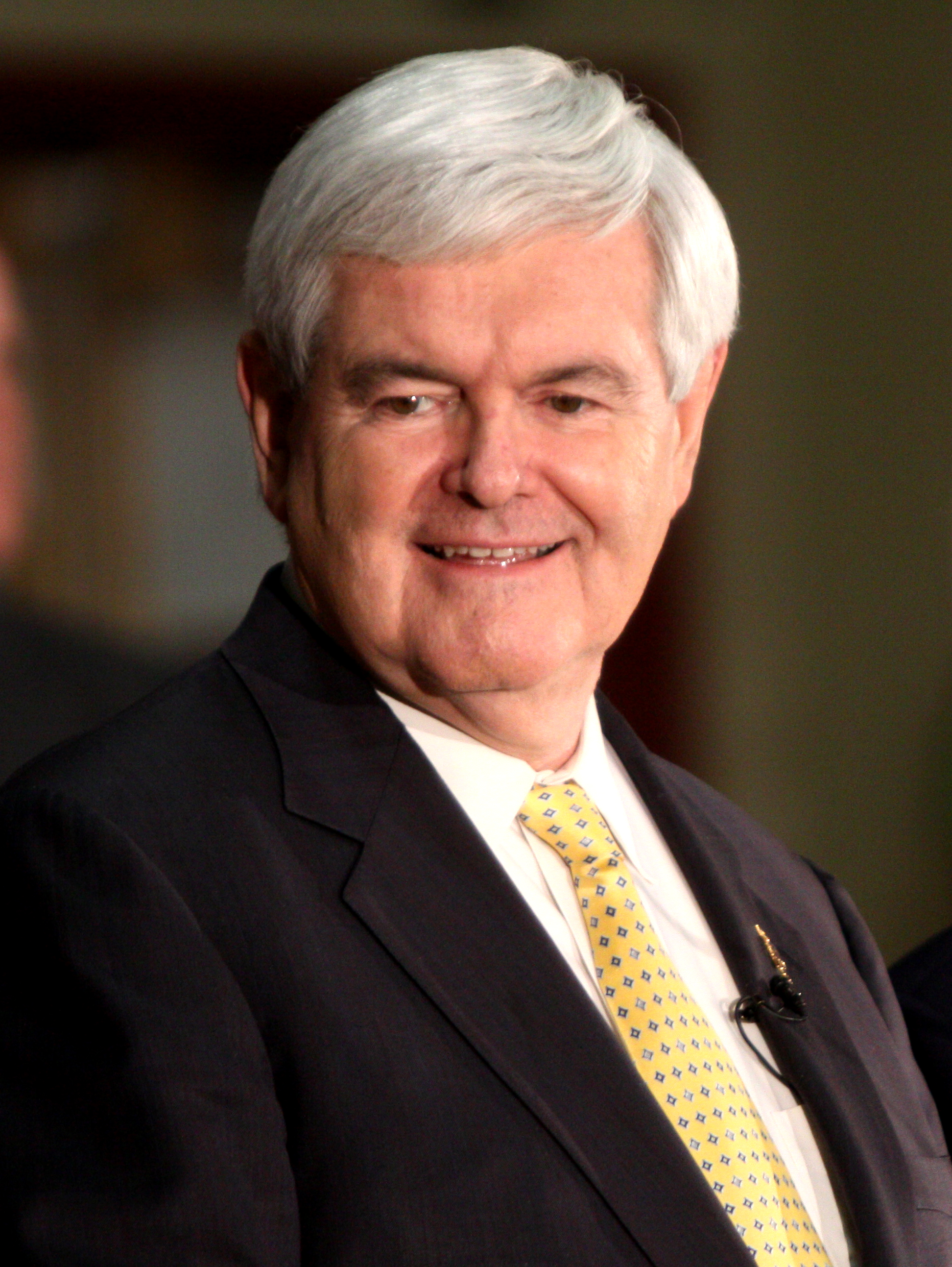
Expresident de la Cambra de Representants Newt Gingrich
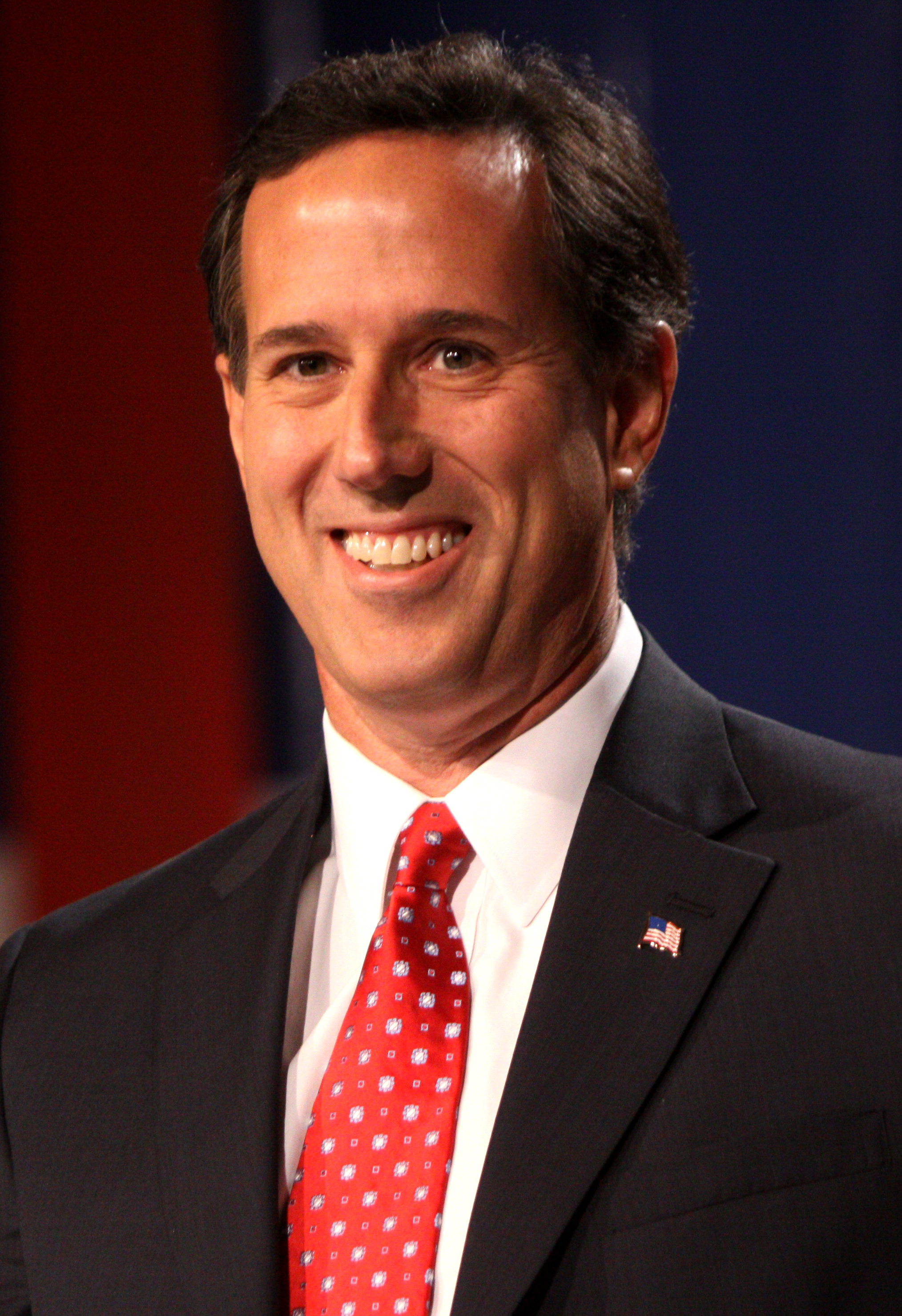
Exsenador Rick Santorum
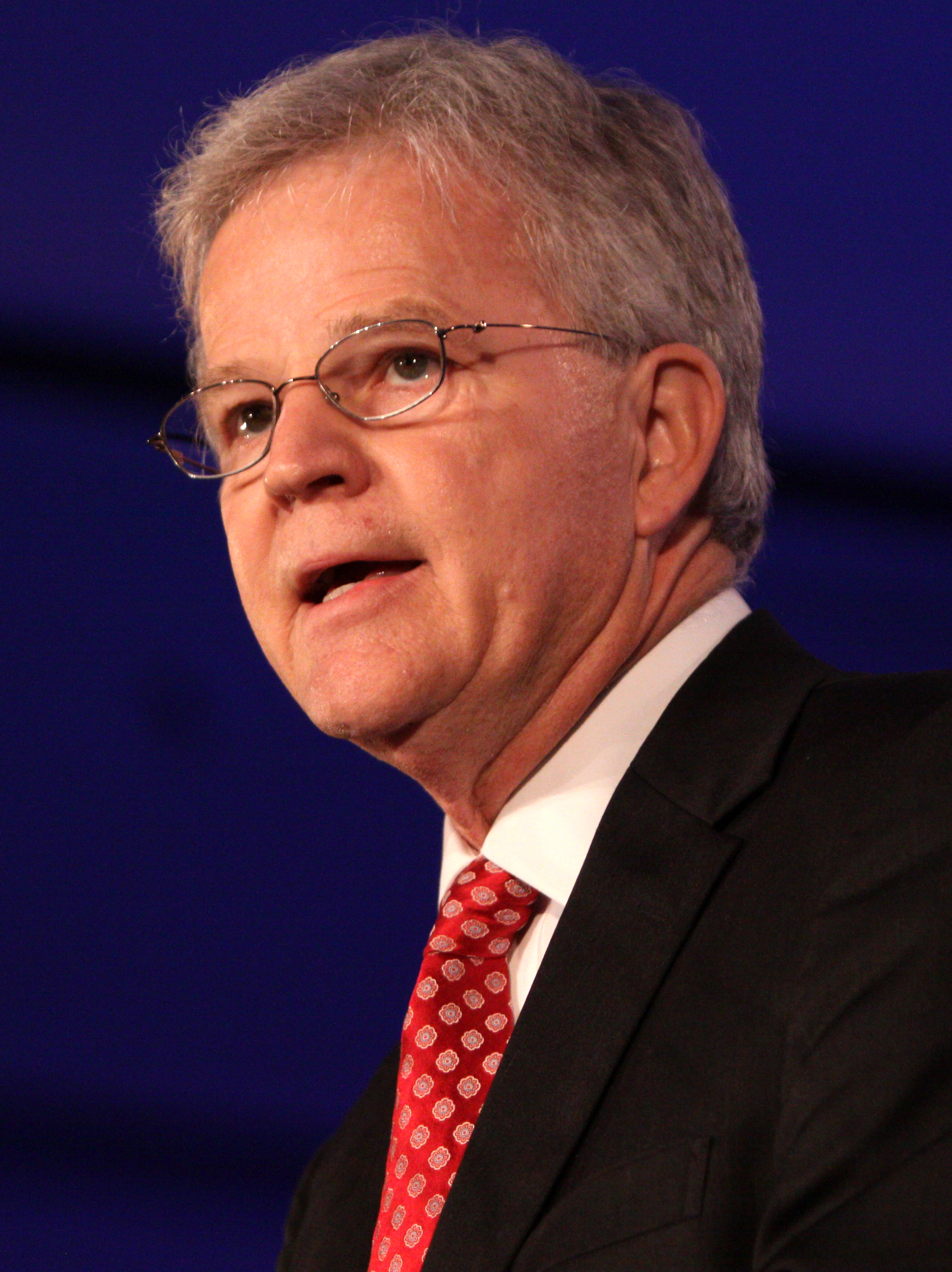
Exgovernador Buddy Roemer
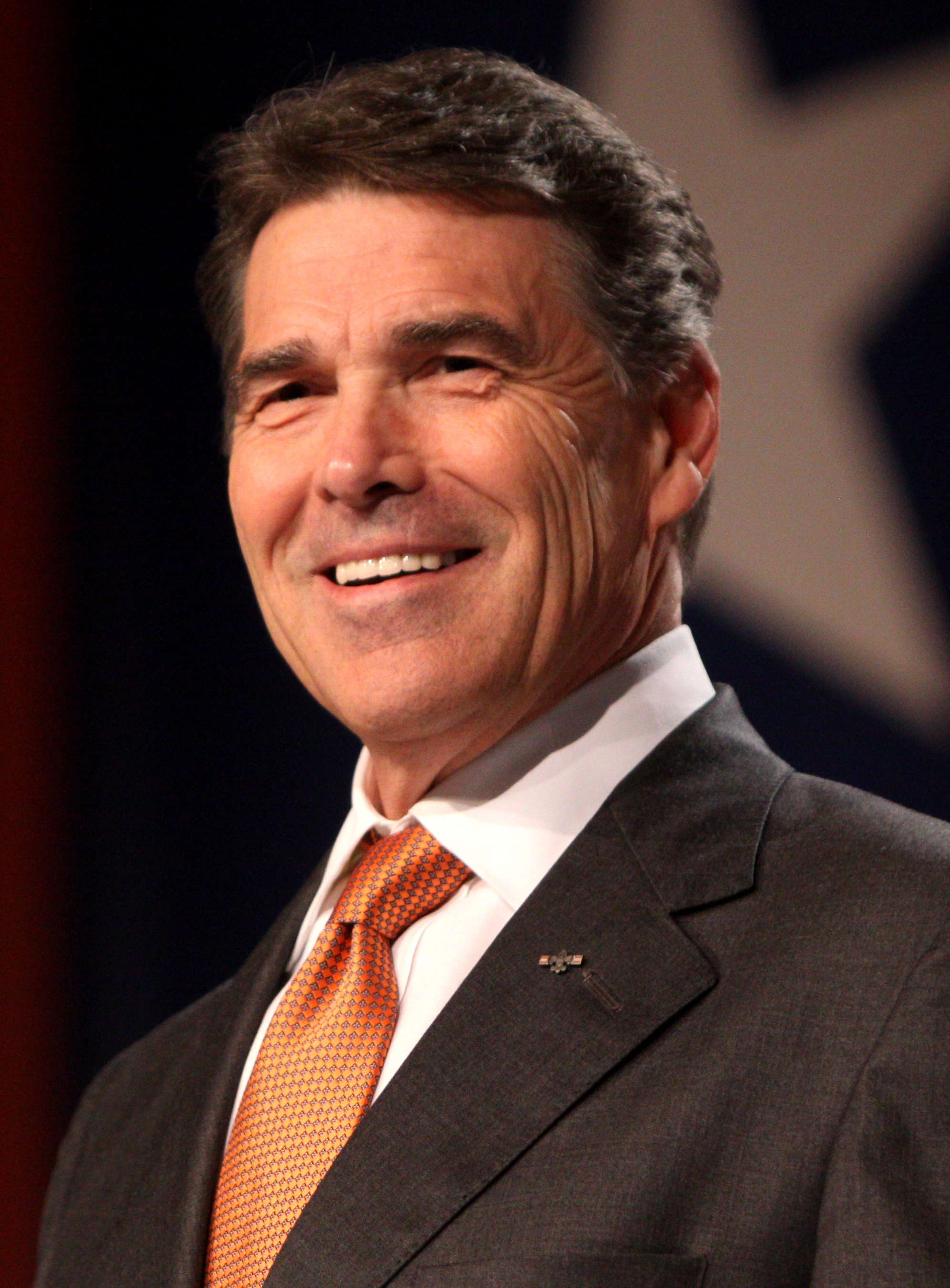
Governador Rick Perry
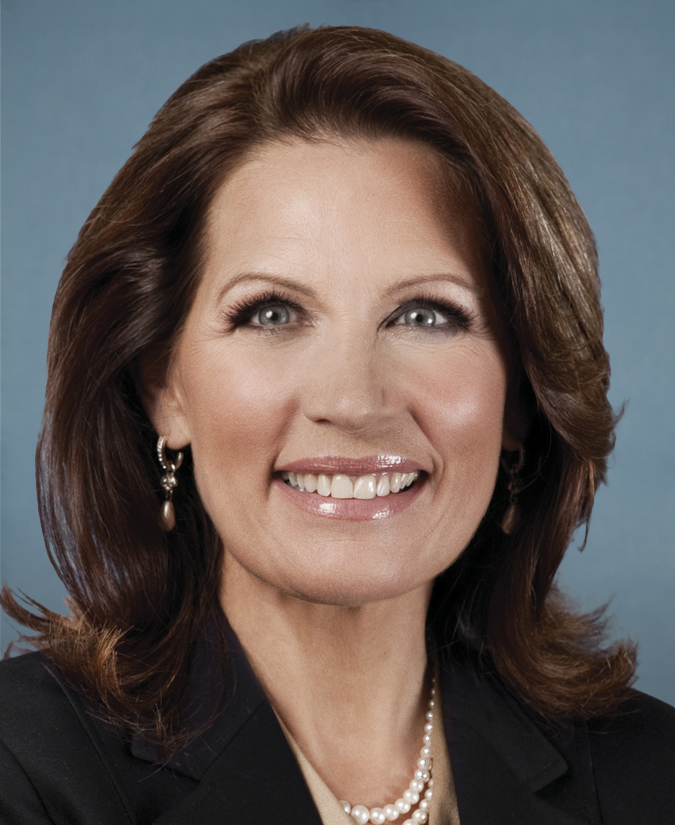
Congressista Michelle Bachmann
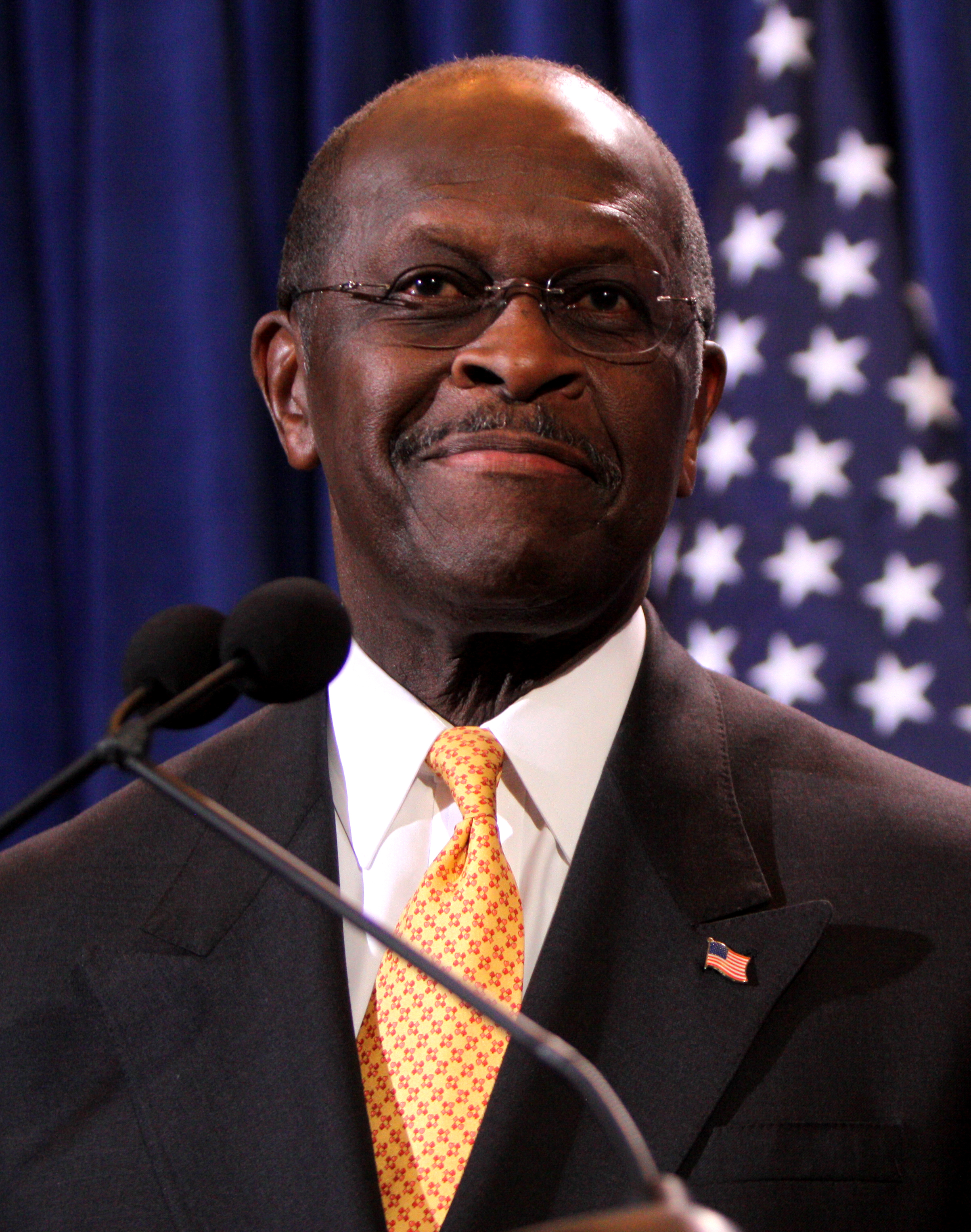
Executiu de negocis Herman Cain

### Partits menors

#### Candidats delPartit Llibertari

##### Candidats elegits

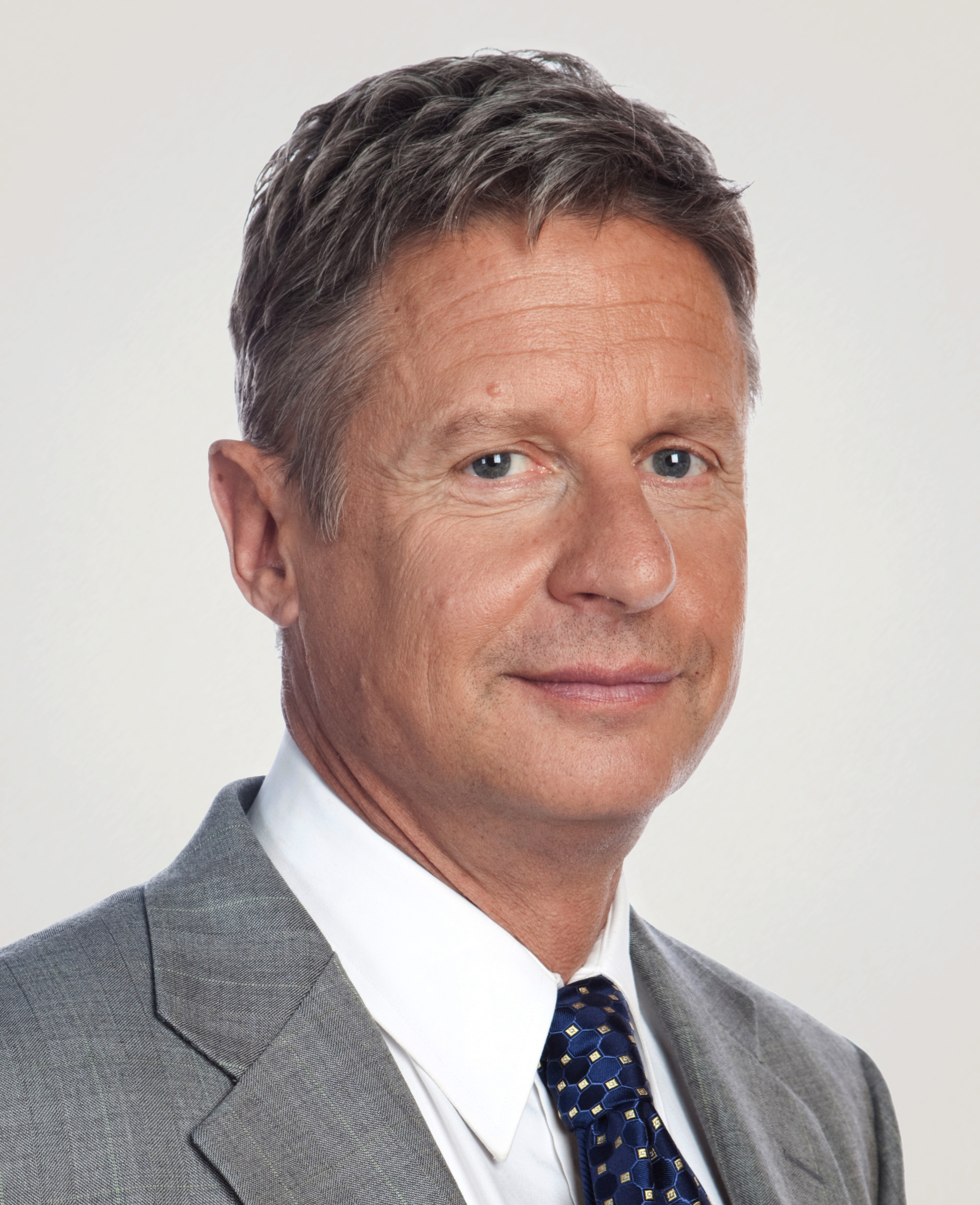
Candidat a la Presidència: Exgovernador Gary Johnson
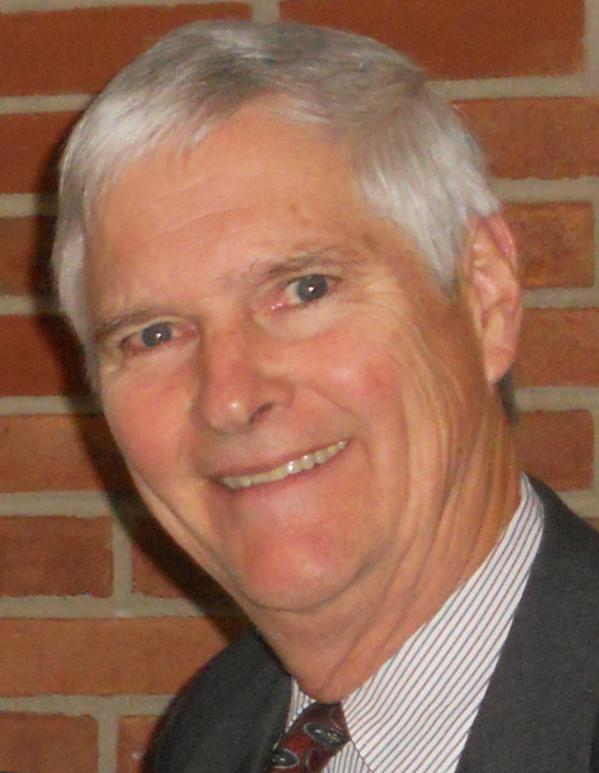
Candidat a la Vicepresidència: Jutge Jim Gray

#### Candidats delPartit Verd

##### Candidats elegits

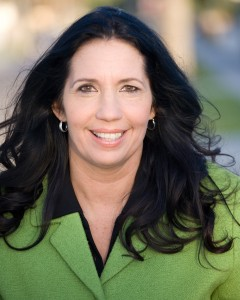
Candidat a la Vicepresidència: Activista Cheri Honkala

## Resultats

### Nacionals

Cartograma dels resultats en vot electoral, on cada requadre representa un vot electoral

Eleccions presidencials dels Estats Units del 6 de novembre de 2012 
| Candidatures                                             | Vots        | %       | Vots electorals |
| -------------------------------------------------------- | ----------- | ------- | --------------- |
| Partit Demòcrata - Barack Obama/Joe Biden                | 65,910,437  | 51,07%  | 332             |
| Partit Republicà - Mitt Romney/Paul Ryan                 | 60,932,795  | 47,21%  | 206             |
| Partit Llibertari - Gary Johnson/Jim Gray                | 1,275,951   | 0,99%   | 0               |
| Partit Verd - Jill Stein/Cheri Honkala                   | 469,583     | 0,36%   | 0               |
| Partit de la Constitució - Virgil Goode/Jim Clymer       | 122,001     | 0,09%   | 0               |
| Partit Pau i Llibertat - Roseanne Barr/Cindy Sheehan     | 67,278      | 0,05%   | 0               |
| Partit de la Justícia - Rocky Anderson/Luis J. Rodriguez | 43,011      | 0,03%   | 0               |
| Altres Candidatures                                      | 258,255     | 0,20%   | 0               |
| Total                                                    | 129,069,194 | 100.00% | 538             |

Participació
- Participació total: 58,90%
- Abstenció total: 41,10%

### Per estat

Resultats per comtats

| Estats/distríctes guanyats per Obama/Biden |
| Estats/distríctes guanyats per Romney/Ryan |

| State              | Electors | Obama      | Romney     | Johnson   | Stein   | Altres  |
| ------------------ | -------- | ---------- | ---------- | --------- | ------- | ------- |
| Alabama            | 9        | 795,696    | 1,255,925  | 12,328    | 3,397   | 6,992   |
| Alaska             | 3        | 122,640    | 164,676    | 7,392     | 2,917   | 2,870   |
| Arizona            | 11       | 1,025,232  | 1,233,654  | 32,100    | 7,816   | 452     |
| Arkansas           | 6        | 394,409    | 647,744    | 16,276    | 9,305   | 1,734   |
| Califòrnia         | 55       | 7,854,285  | 4,839,958  | 143,221   | 85,638  | 115,445 |
| Carolina del Nord  | 15       | 2,178,391  | 2,270,395  | 44,515    | 0       | 12,071  |
| Carolina del Sud   | 9        | 865,941    | 1,071,645  | 16,321    | 5,446   | 4,765   |
| Colorado           | 9        | 1,323,101  | 1,185,243  | 35,345    | 7,508   | 18,123  |
| Connecticut        | 7        | 905,083    | 634,892    | 12,580    | 863     | 5,542   |
| Dakota del Nord    | 3        | 124,966    | 188,320    | 5,238     | 1,362   | 3,046   |
| Dakota del Sud     | 3        | 145,039    | 210,610    | 5,795     | 0       | 2,371   |
| Delaware           | 3        | 242,584    | 165,484    | 3,882     | 1,940   | 31      |
| Florida            | 29       | 4,237,756  | 4,163,447  | 44,726    | 8,947   | 19,303  |
| Geòrgia            | 16       | 1,773,827  | 2,078,688  | 45,324    | 1,516   | 695     |
| Hawaii             | 4        | 306,658    | 121,015    | 3,840     | 3,184   | 0       |
| Idaho              | 4        | 212,787    | 420,911    | 9,453     | 4,402   | 4,721   |
| Illinois           | 20       | 3,019,512  | 2,135,216  | 56,229    | 30,222  | 835     |
| Indiana            | 11       | 1,152,887  | 1,420,543  | 50,111    | 625     | 368     |
| Iowa               | 6        | 822,544    | 730,617    | 12,926    | 3,769   | 12,324  |
| Kansas             | 6        | 440,726    | 692,634    | 20,456    | 714     | 5,441   |
| Kentucky           | 8        | 679,370    | 1,087,190  | 17,063    | 6,337   | 7,252   |
| Louisiana          | 8        | 809,141    | 1,152,262  | 18,157    | 6,978   | 7,527   |
| Maine              | 4        | 401,306    | 292,276    | 9,352     | 8,119   | 2,127   |
| Maryland           | 10       | 1,677,844  | 971,869    | 30,195    | 17,110  | 10,309  |
| Massachusetts      | 11       | 1,921,290  | 1,188,314  | 30,920    | 20,691  | 6,552   |
| Michigan           | 16       | 2,564,569  | 2,115,256  | 7,774     | 21,897  | 21,465  |
| Minnesota          | 10       | 1,546,167  | 1,320,225  | 35,098    | 13,023  | 22,048  |
| Mississipi         | 6        | 562,949    | 710,746    | 6,676     | 1,588   | 3,625   |
| Missouri           | 10       | 1,223,796  | 1,482,440  | 43,151    | 0       | 7,936   |
| Montana            | 3        | 201,839    | 267,928    | 14,165    | 0       | 116     |
| Nebraska           | 5        | 302,081    | 475,064    | 11,109    | 0       | 6,125   |
| Nevada             | 6        | 531,373    | 463,567    | 10,968    | 0       | 9,010   |
| Nou Hampshire      | 4        | 369,561    | 329,918    | 8,212     | 324     | 2,957   |
| Nou Mèxic          | 5        | 415,335    | 335,788    | 27,788    | 2,691   | 2,156   |
| Nova Jersey        | 14       | 2,125,101  | 1,477,568  | 21,045    | 9,888   | 6,690   |
| Nova York          | 29       | 4,480,244  | 2,489,569  | 47,229    | 39,336  | 8,670   |
| Ohio               | 18       | 2,827,710  | 2,661,433  | 49,493    | 18,574  | 23,630  |
| Oklahoma           | 7        | 443,547    | 891,325    | 0         | 0       | 0       |
| Oregon             | 7        | 970,488    | 754,175    | 24,089    | 19,427  | 21,091  |
| Pennsilvània       | 20       | 2,990,274  | 2,680,434  | 49,991    | 21,341  | 11,630  |
| Rhode Island       | 4        | 279,677    | 157,204    | 4,388     | 2,421   | 2,359   |
| Tennessee          | 11       | 960,709    | 1,462,330  | 18,623    | 6,515   | 10,400  |
| Texas              | 38       | 3,308,124  | 4,569,843  | 88,580    | 24,657  | 2,647   |
| Utah               | 6        | 251,813    | 740,600    | 12,572    | 3,817   | 8,638   |
| Vermont            | 3        | 199,239    | 92,698     | 3,487     | 594     | 3,272   |
| Virgínia           | 13       | 1,971,820  | 1,822,522  | 31,216    | 8,627   | 20,305  |
| Virgínia de l'Oest | 5        | 238,269    | 417,655    | 6,302     | 4,406   | 3,806   |
| Washington         | 12       | 1,755,396  | 1,290,670  | 42,202    | 20,928  | 16,320  |
| Washington DC      | 3        | 267,070    | 21,381     | 2,083     | 2,458   | 772     |
| Wisconsin          | 10       | 1,620,985  | 1,407,966  | 20,439    | 7,665   | 11,379  |
| Wyoming            | 3        | 69,286     | 170,962    | 5,326     | 0       | 3,487   |
| Total EUA          | 538      | 65,910,437 | 60,932,795 | 1,275,951 | 469,583 | 480,428 |